# Florian Seidel

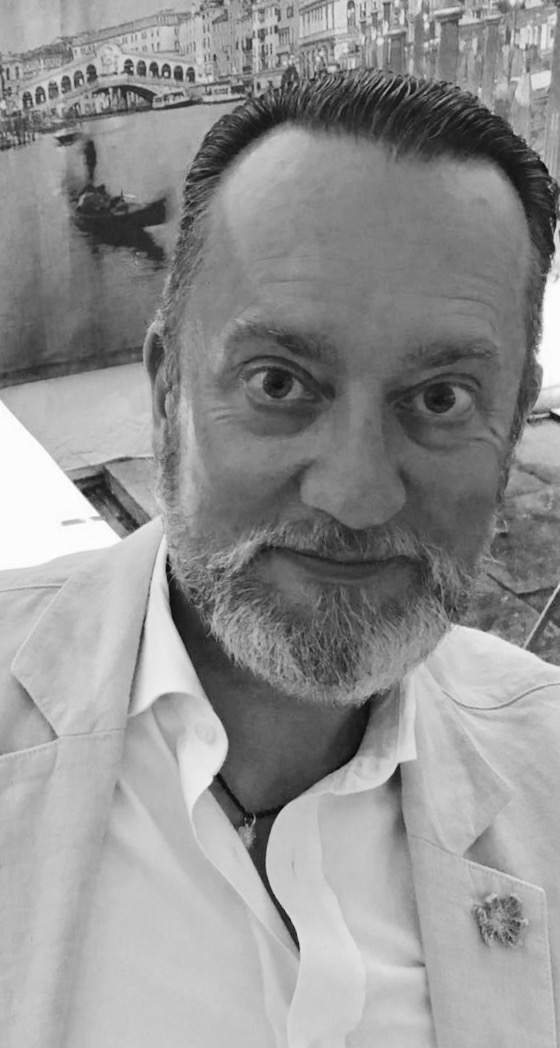
Florian Seidel (2016)

Florian Seidel (* 15. März 1966 in München) ist ein deutscher Schriftsteller. Er lebt in München. Seine Gedichte wurden in Englisch und Italienisch übersetzt.

## Ausbildung
Studium der Neueren Deutschen Literaturwissenschaft, Geschichte, Philosophie und Volkswirtschaftslehre. Veröffentlichungen von Gedichten in verschiedenen Einzelveröffentlichungen, Literaturzeitschriften und Anthologien.

## Werke

### Bücher
- Tigernest. Gedichte, F-Publishing, München 2023, ISBN 978-3-9822277-2-6
- Als Caravaggio mit dem Nachtzug kam. Gedichte, F-Publishing, München 2020, ISBN 978-3-982227-70-2

- Mund zu Mund. Gedichte, Sieveking Verlag, München 2017, ISBN 978-3-944874-60-9
- Fingerprints. Gedichte, Books on Demand, Norderstedt 2009, ISBN 978-3-7392-5901-7
- Siloah. Gedichte 2007
- Ein Tiger schleicht durchs Puppenhaus. Gedichte, Ubooks Verlag, Augsburg 2004.
- Zunge Mond und Finger. Gedichte, UND-Verlag, München 2001.

### Veröffentlichungen in Anthologien
- Odyssee. Gedichte, Lyrik 2000S, Beiträge aus dem gleichnamigen Lyrikwettbewerb 2003, Herausgegeben von Andreas Stricklies, Norderstedt 2004.
- Ausgewählte Werke VI. Gedichte, Nationalbibliothek des deutschsprachigen Gedichtes, Realis Verlag, 2003.
- Literarische Steine 53 Gedichte aus 4000 & 3 Kurzgeschichten. Gedichte, ausgewählt von Jörg Schön, Uschtrin Verlag, München 1999.
- Premio Internazionale di Poesia, Sesta Antologia Triennio 1995-1997. Gedichte, A Cora di Franco Pedrinziani, Massa-Italia, 1998.

### Verstreute Gedicht-Veröffentlichungen
- spa_tien Zeitschrift für Literatur. Ausgabe Nr. 3, Bern.
- Sprachgebunden. Ausgabe Nr. 2, Berlin.
- Cognac & Biskotten. Ausgabe Nr. 22, Innsbruck.
- Literatur in Bayern. Herausgegeben vom Institut für Bayerische Literaturgeschichte der Universität München, Ausgabe Nr. 52, München 1998.

## Auszeichnungen
- 2004: Wiener Werkstattpreis – Lyrik
- 1996: Premio internazionale di Poesia
- 1995: Münchner Literaturbüro, Haidhauser Werkstattpreis